# 줄리아 폭스
줄리아 폭스(Julia Fox, 1989년 또는 1990년 ~ )는 미국의 예술가, 배우이다. 사프디 형제 감독 2019년 영화 《언컷 젬스》의 줄리아 역을 연기하며 배우 데뷔를 했으며, 이 역으로 고섬 독립 영화상 신인상 후보에 오르기도 했다. 배우 데뷔 이전에는 도미네트릭스(Dominatrix), 플레이보이 모델, 의상 디자이너, 화가, 사진가로도 활동했다.

## 출연 작품
- 언컷 젬스 (2019) - 줄리아 역
- 노 서든 무브 (2021) - 바네사 역
- 더 트레이너 (2024) - 비 루치아니 역